# Musée Ziem
Das Musée Ziem ist das städtische Museum für Kunst und Archäologie in Martigues im französischen Département Bouches-du-Rhône. Namensgeber ist der Maler Félix Ziem, der in Martigues lebte und mehrere Ansichten des Ortes schuf.

## Lage und Geschichte
Das Museum befindet sich in einer ehemaligen Zollkaserne am Boulevard du 14 Juillet im Stadtteil Ferrières. Es wurde 1908 begründet, nachdem der Maler Felix Ziem der Stadt eine Studie des Gemäldes Toulon, visite du président Émile Loubet aux escadres française et italienne en avril 1901 schenkte. Die Monumentalversion des Bildes gilt als ein Hauptwerk des Künstlers und befindet sich im Pariser Musée national de la Marine. Ziem stammte zwar nicht aus Martigues, lernte jedoch als 19-Jähriger den Ort und seine mediterrane Atmosphäre kennen und schätzen. Später richtete er hier ein Atelier ein, in dem er über mehrere Jahrzehnte malte. In seinem Werk finden sich eine Reihe von Ansichten von Martigues und der Landschaft an der Bucht Étang de Berre. Nach seinem Tod schenkte seine Witwe 1912 dem Museum mehrere Gemälde. Die Enkeltochter Lil Ziem überließ dem Museum 1993 zudem zahlreiche Zeichnungen. Darüber hinaus erwarb die Stadt für das Museum viele Werke anderer Künstler und erweiterte das Museum um eine archäologische Abteilung. Das Museum veranstaltet verschiedene Wechselausstellungen, ist Bühne für Konzerte und bietet ein Bildungsprogramm für Erwachsene und Kinder an.

## Sammlung
Den Grundstock der Sammlung bilden die Werke von Felix Ziem. Seine Gemälde, Aquarelle und Zeichnungen zeigen vor allem Motive aus Martigues, Venedigansichten und Bilder aus dem Orient. Auch ein Selbstbildnis findet sich in der Sammlung. Darüber hinaus gibt es eine Reihe von Werken der Marseiller Schule von 1850 bis etwa 1925. Hierzu gehören Maler wie Paul Guigou, Henri Manguin, Alphonse Rey, Ange Flégier, René Seyssaud und Émile Loubon, die für ihre Werke häufig Motive der provenzalischen Landschaft wählten. Hinzu kommen Gemälde von André Derain und Raoul Dufy. Seit 1982 sammelt das Museum auch zeitgenössische Kunst, beispielsweise Arbeiten der Künstler Claude Viallat, André-Pierre Arnal und Ernest Pignon-Ernest.
Weiterhin gibt es im Museum eine ethnologische Sammlung, in der Objekte zur Fischerei und Votivkunst gezeigt werden. Zudem besitzt das Museum eine archäologische Sammlung mit Objekten aus Ausgrabungen aus der Umgebung von Martigues.

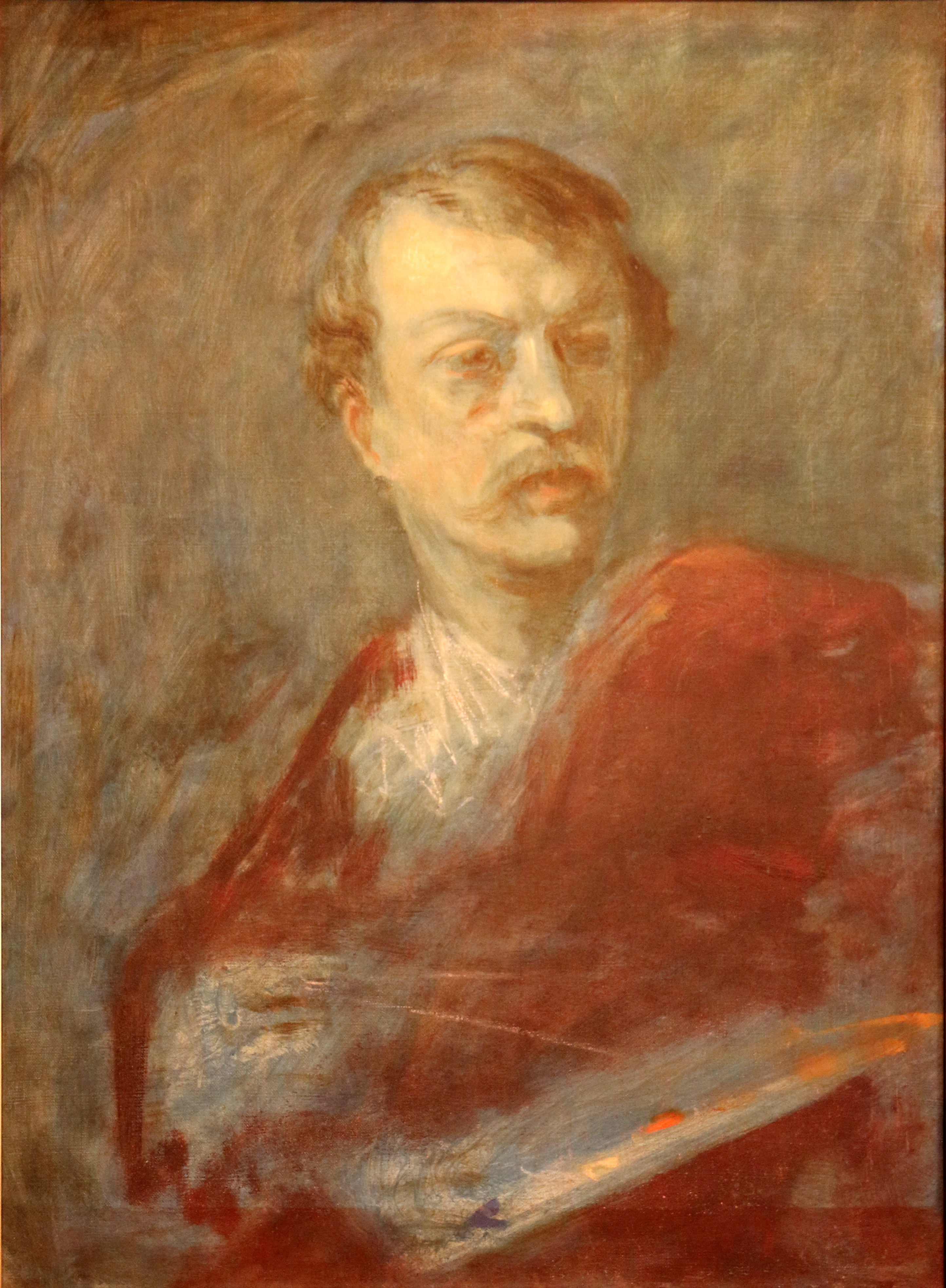
Felix Ziem: Selbstbildnis
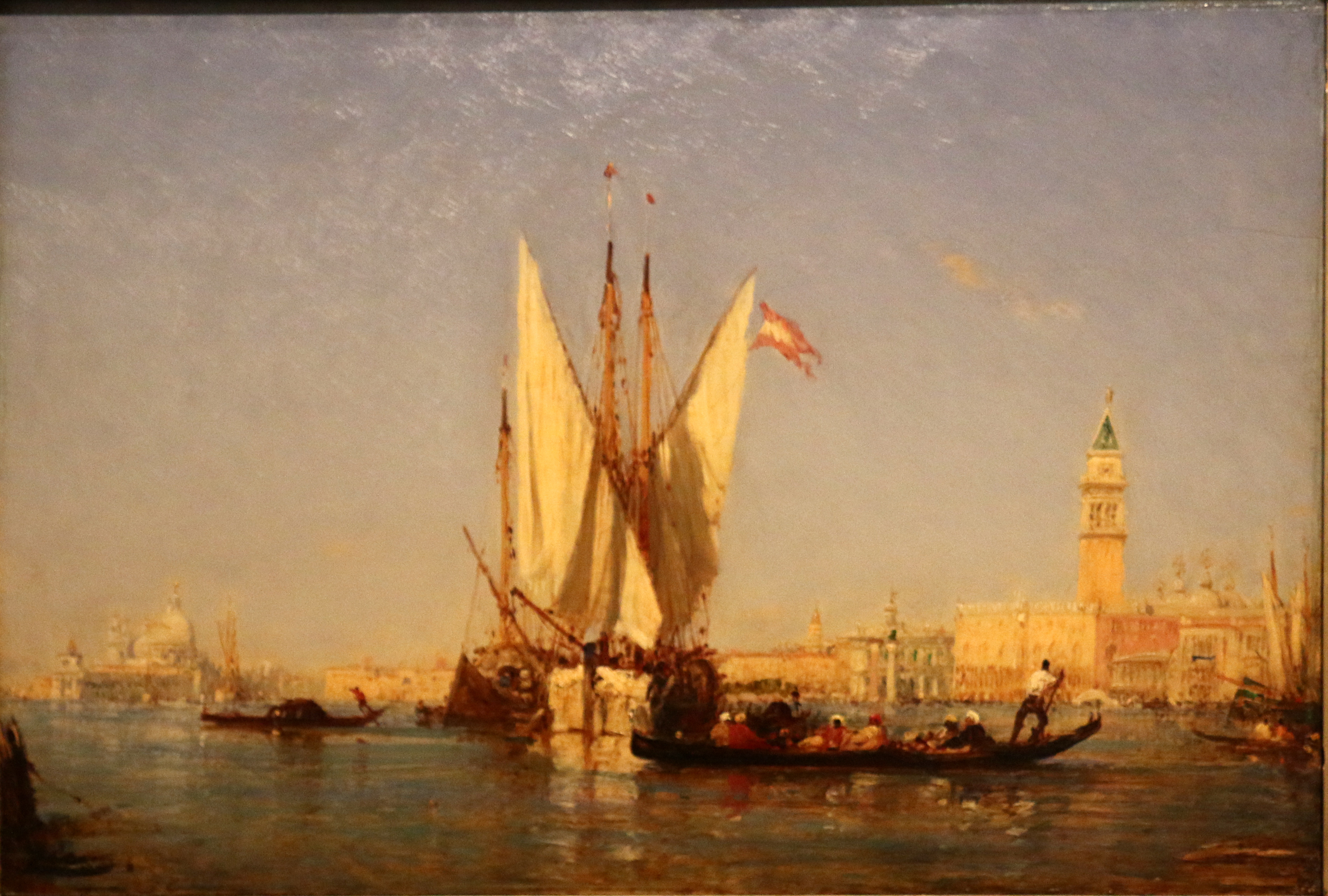
Felix Ziem: Segelboote am Canal Grande
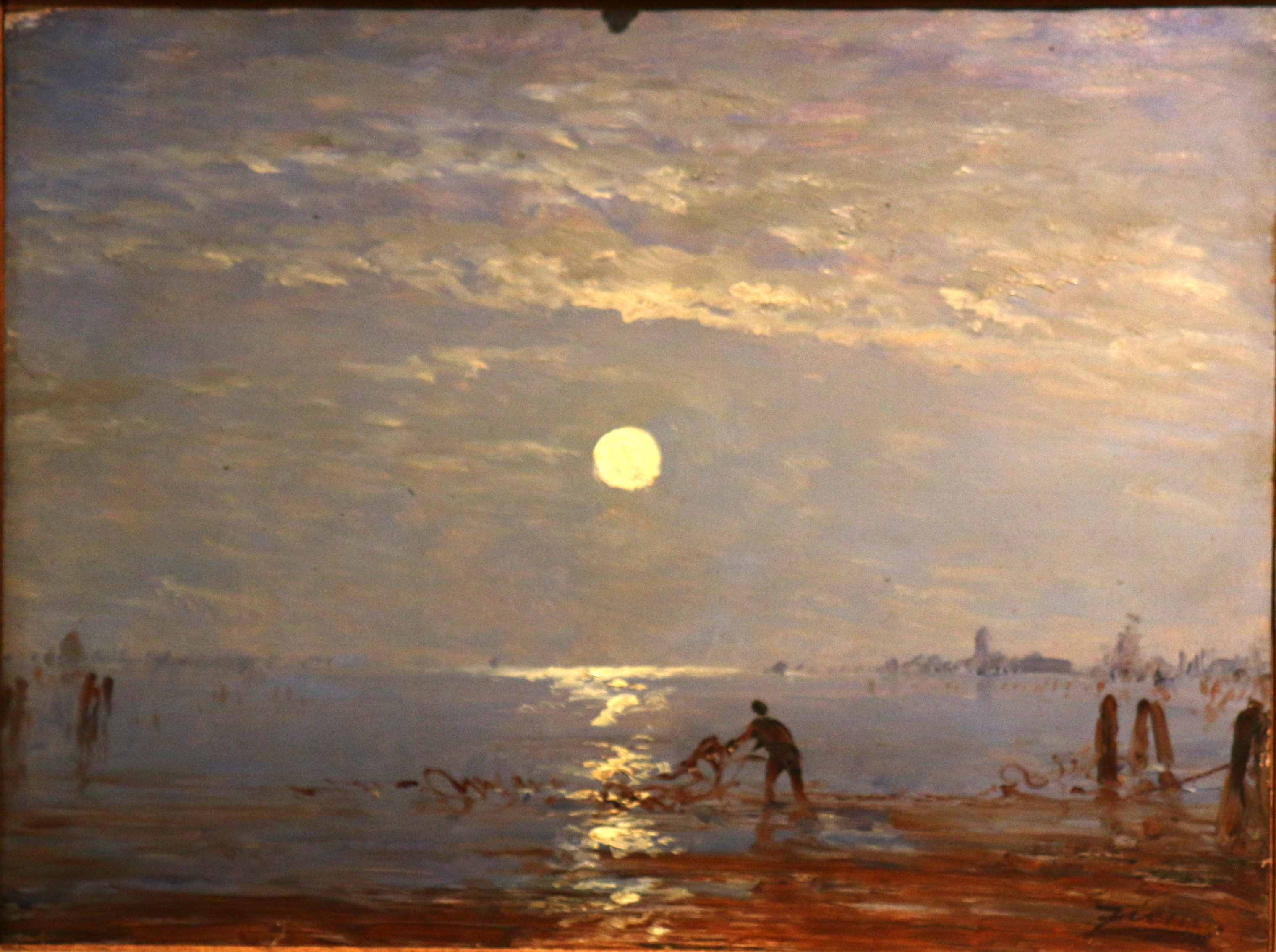
Felix Ziem: Fischer bei Mondschein
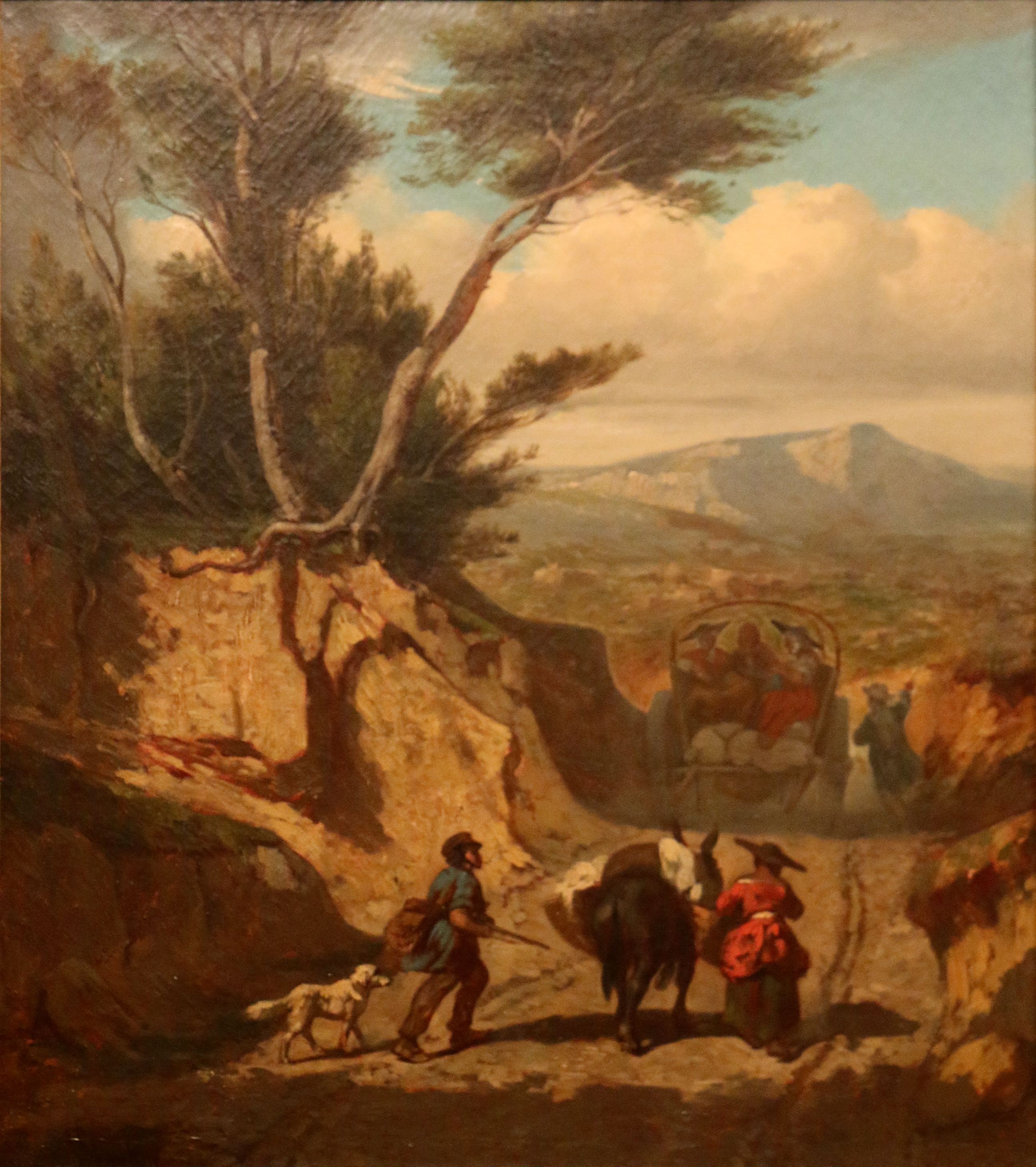
Émile Loubon: Provenzialische Landschaft
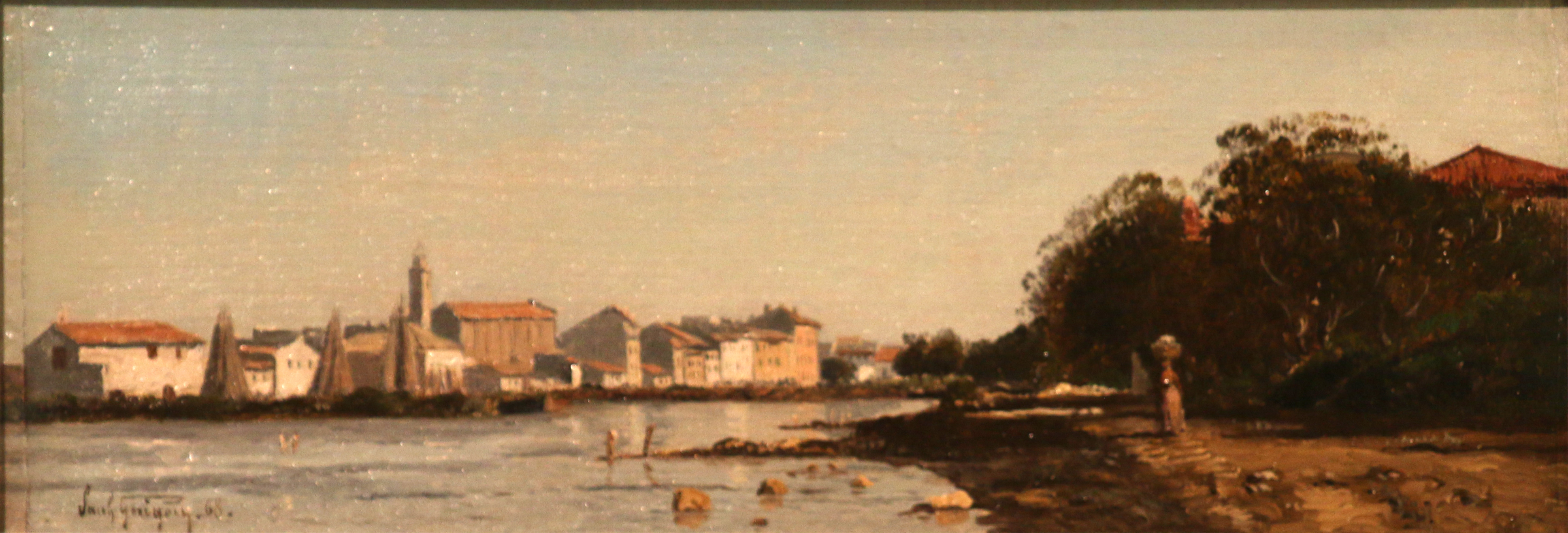
Paul Guigou: Martigues